# Mbakong
Mbakong (ou Mbekong) est un village, siège de chefferie traditionnelle de 2e degré du Cameroun situé dans l’arrondissement de Bafut, dans le département de la Mezam et la Région du Nord-Ouest.

## Géographie
La localité est située sur la route nationale 11 (axe Bafut-Wum) à 21 km au nord du chef-lieu communal Bafut.

## Population
Lors du recensement de 2005, on a dénombré 1 939 habitants dont 953 hommes et 986 femmes à Mbakong.

## Institutions publiques

### Santé
Le village de Mbakong possède une institution de santé publique, le centre de santé de Mbakong.

### Éducation
On y retrouve aussi un lycée technique, anciennement le collège d’enseignement technique et commercial de Mbakong, qui dispense un enseignement de niveau secondaire.